# Grabnik Mały
Grabnik Mały (dawniej niem. Klein Grabnick) – osada w Polsce położona w województwie warmińsko-mazurskim, w powiecie mrągowskim, w gminie Mikołajki. W latach 1975–1998 miejscowość administracyjnie należała do województwa suwalskiego.

## Historia
Osada powstała w 1694 r. w ramach osadnictwa szkatułowego na jednej włóce. W 1838 r. w osadzie były dwa domy z 27 mieszkańcami. Około 1900 r. był to dwór z 4,5 włokami ziemi. 
Po 1945 r. był tu PGR. W 1973 r. osada należała do sołectwa Woźnice.